# 죽어도 좋아 (드라마)
《죽어도 좋아》는 KBS 2TV에서 2018년 11월 7일부터 2018년 12월 27일까지 방송된 한국방송공사 수목 미니시리즈이다.
드라마 방영에 앞서 스페셜 〈오피스 격전기 죽어도 좋아 전쟁의 서막〉을 2018년 11월 1일에 편성하였다.

## 기획 의도
안하무인 백진상과 그를 개과천선 시키려는 이루다의 대환장 오피스 격전기를 담은 비즈니스 코미디 드라마

## 등장 인물

### 주요 인물
- 강지환 : 백진상(40세) 역 - MW치킨 마케팅팀 팀장
- 백진희 : 이루다(30세) 역 - MW치킨 마케팅팀 대리
- 공명 : 강준호(28세) 역 - MW치킨 개발팀 대리 → 마케팅팀 과장 → 혁신사업본부장

### 마케팅팀
- 류현경 : 최민주(34세) 역 - 대리
- 김민재 : 박유덕(37세) 역 - 과장
- 정민아 : 이정화(26세) 역 - 계약직 사원

### MW치킨
- 박솔미 : 유시백 역 - 전략기획본부장
- 인교진 : 강인한 역 - 사장
- 이병준 : 나철수 역 - 상무

### 그 외 인물
- 김기현 : 강수찬 역 - 회장
- 조한철 : 윤동찬 역 - 인사팀장
- 서정연 : 안선녀 역 - 직원
- 예원 : 윤미 역 - 사원
- 김보정 : 이루리 역
- 김사희 : 김현정 역 - 마케팅팀 여직원
- 김정호
- 서성종
- 문혁
- 김연우
- 배소현
- 장유상
- 심달기 : 정미 역
- 이승우
- 김규리
- 이진수
- 신병수
- 양근석
- 정호승
- 안성석
- 김가배
- 전희라
- 고민지
- 정명준
- 신재훈

### 특별출연
- 김원해 : 지하철 기관사 역 (1~2화)
- 유민상 : 의사 역 (2화)
- 김선호 : 면접관 역 (4화)
- 최유라 : 박유덕의 아내 역 (10화)
- 최덕문 : 강명한 역 - 강준호의 아버지 (32화)

## 촬영지
- 동아디지털미디어센터 - MW푸드
- 수서역(SRT)
- 인왕산 선바위
- 성산대교
- 목포역(호남선)
- 목포유달산

## 시청률
최저 시청률과 최고 시청률은 시청률 조사회사와 지역별로 시청률에 차이가 있을 수 있습니다.
| 2018년 | 2018년    | 2018년         | 2018년       | 2018년         | 2018년       |
| 회차   | 방송일    | TNmS 시청률    | TNmS 시청률  | AGB 시청률     | AGB 시청률   |
| 회차   | 방송일    | 대한민국(전국) | 서울(수도권) | 대한민국(전국) | 서울(수도권) |
| ------ | --------- | -------------- | ------------ | -------------- | ------------ |
| 제1회  | 11월 7일  | 4.5%           | %            | 4.0%           | %            |
| 제2회  | 11월 7일  | 4.1%           | %            | 4.0%           | %            |
| 제3회  | 11월 8일  | %              | %            | 2.5%           | %            |
| 제4회  | 11월 8일  | %              | %            | 3.3%           | %            |
| 제5회  | 11월 14일 | %              | %            | 2.5%           | %            |
| 제6회  | 11월 14일 | %              | %            | 3.0%           | %            |
| 제7회  | 11월 15일 | %              | %            | 2.2%           | %            |
| 제8회  | 11월 15일 | %              | %            | 2.7%           | %            |
| 제9회  | 11월 21일 | 2.8%           | %            | 2.6%           | %            |
| 제10회 | 11월 21일 | 3.3%           | %            | 3.0%           | %            |
| 제11회 | 11월 22일 | 3.2%           | %            | 3.0%           | %            |
| 제12회 | 11월 22일 | 3.6%           | %            | 3.6%           | %            |
| 제13회 | 11월 28일 | 3.0%           | %            | 2.4%           | %            |
| 제14회 | 11월 28일 | 3.6%           | %            | 3.5%           | %            |
| 제15회 | 11월 29일 | %              | %            | 2.8%           | %            |
| 제16회 | 11월 29일 | %              | %            | 3.3%           | %            |
| 제17회 | 12월 5일  | 3.1%           | %            | 2.5%           | 2.0%         |
| 제18회 | 12월 5일  | 3.4%           | %            | 2.8%           | 2.7%         |
| 제19회 | 12월 6일  | %              | %            | 2.1%           | 2.0%         |
| 제20회 | 12월 6일  | %              | %            | 2.7%           | 2.6%         |
| 제21회 | 12월 12일 | %              | %            | 2.4%           | 2.0%         |
| 제22회 | 12월 12일 | %              | %            | 2.4%           | 2.1%         |
| 제23회 | 12월 13일 | %              | %            | 1.9%           | 1.6%         |
| 제24회 | 12월 13일 | %              | %            | 2.5%           | 2.3%         |
| 제25회 | 12월 19일 | %              | %            | 2.2%           | %            |
| 제26회 | 12월 19일 | %              | %            | 2.8%           | %            |
| 제27회 | 12월 20일 | 2.8%           | %            | 2.0%           | 1.8%         |
| 제28회 | 12월 20일 | 3.0%           | %            | 2.2%           | 2.2%         |
| 제29회 | 12월 26일 | 3.0%           | %            | 2.0%           | 2.0%         |
| 제30회 | 12월 26일 | 2.9%           | %            | 1.9%           | 2.2%         |
| 제31회 | 12월 27일 | 2.9%           | %            | 2.7%           | 2.6%         |
| 제32회 | 12월 27일 | 3.2%           | %            | 2.7%           | 2.8%         |

## 수상
- 2018년 KBS2 《KBS 연기대상》 ... 남자 조연상 (인교진)

## 동시간대 드라마
- MBC 수목 미니시리즈

《내 뒤에 테리우스》 (2018년 9월 27일 ~ 2018년 11월 15일)
《붉은 달 푸른 해》 (2018년 11월 21일 ~ 2019년 1월 16일)
- SBS 드라마 스페셜

《흉부외과 - 심장을 훔친 의사들》 (2018년 9월 27일 ~ 2018년 11월 15일)
《황후의 품격》 (2018년 11월 21일 ~ 2019년 2월 21일)

## 같이 보기
- 2018년 대한민국의 텔레비전 드라마 목록
- 대한민국의 텔레비전 드라마 목록 (ㅈ)